# Synsynella choprae
Synsynella choprae är en kräftdjursart som först beskrevs av Arthur Sperry Pearse 1932A.  Synsynella choprae ingår i släktet Synsynella och familjen Bopyridae.
Artens utbredningsområde är Mexikanska golfen. Inga underarter finns listade i Catalogue of Life.